# Escudo de Río Grande del Sur
El Escudo de Río Grande del Sur posee una elipse vertical de color blanco, donde está insertado el escudo. En un lienzo, al centro del escudo, se lee la inscripción "República Rio-Grandense" y abajo del escudo, el lema "Liberdade, Igualdade, Humanidade" ("Libertad, Igualdad, Humanidad").
El Escudo fue adoptado por el Decreto Estadual n.º 5.213 del 5 de enero de 1966, mismo que instauró el Himno y la Bandera del Estado.

## Descripción heráldica
Tiene una elipse vertical en tela blanca, donde se inserta el escudo de armas. Rodeado de un pañuelo con los colores del estado. Bajo el escudo de armas, se lee el lema "Liberdade, Igualdade, Humanidade" (en castellano: "Libertad, Igualdad, Humanidad"), lema ese que tiene su origen en la masonería y la Revolución Francesa. En el centro hay un gorro frigio, un símbolo republicano desde la caída de la Bastilla.
- Datos: Q615047